# Spiel (Titz)
Spiel ist ein Ortsteil der Gemeinde Titz im Kreis Düren, Nordrhein-Westfalen.

## Lage
Spiel liegt in der Jülicher Börde südlich des Hauptortes Titz. Nachbarorte sind die Titzer Ortsteile Hasselsweiler, im Westen, Sevenich im Südwesten und Ameln im Osten, sowie Serrest (Ortsteil der Stadt Jülich) im Süden.

## Geschichte
Der Ort wurde 1166 erstmals erwähnt. Der Ortsname leitet sich von Kirchspiel ab. Früher waren die umliegenden Orte nach Spiel eingepfarrt, St. Gereon ist die älteste Pfarrei in der Umgebung.
Die nördlich des Ortes gelegene Spieler Mühle, eine Bockwindmühle, wurde 1711 erstmals erwähnt. 1782 ließ die Familie Dahmen die Mühle in Stand setzten und teilweise neu aufbauen. 1903 wurde sie an die Familie von Wilhelm Lieven verkauft. Der Besitz ging 1928 an Heinrich Lieven über. 1959 wurde die Mühle ins LVR-Freilichtmuseum Kommern umgesetzt, wo sie noch heute steht.

## Sehenswürdigkeiten

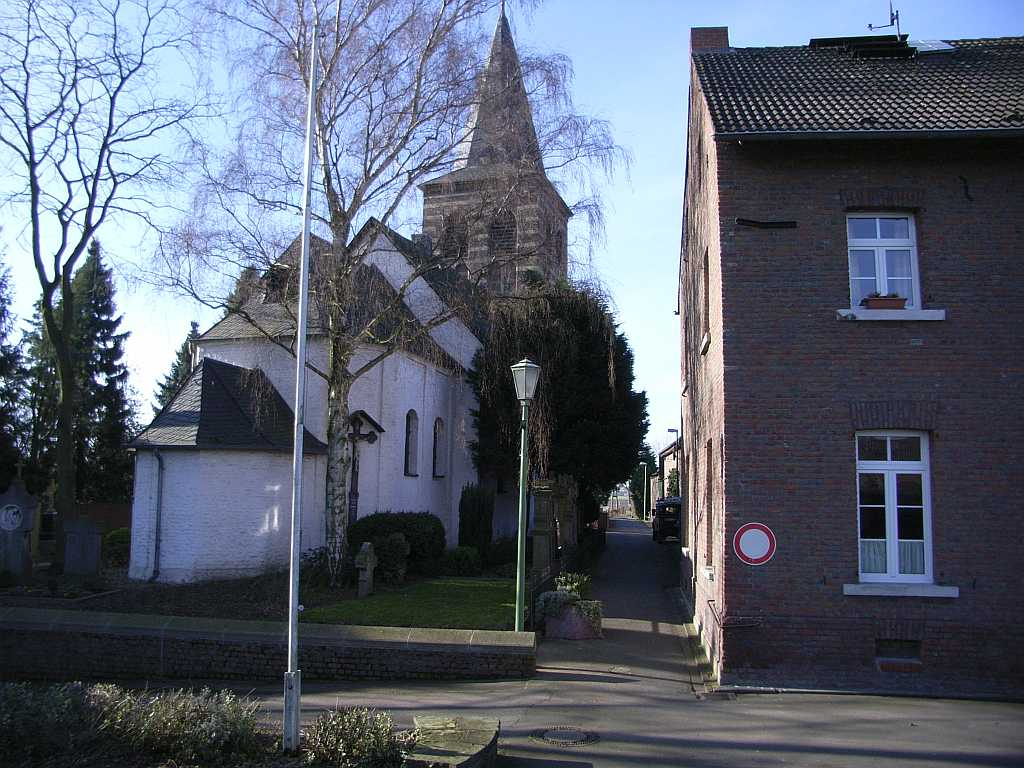
St. Gereonskirche

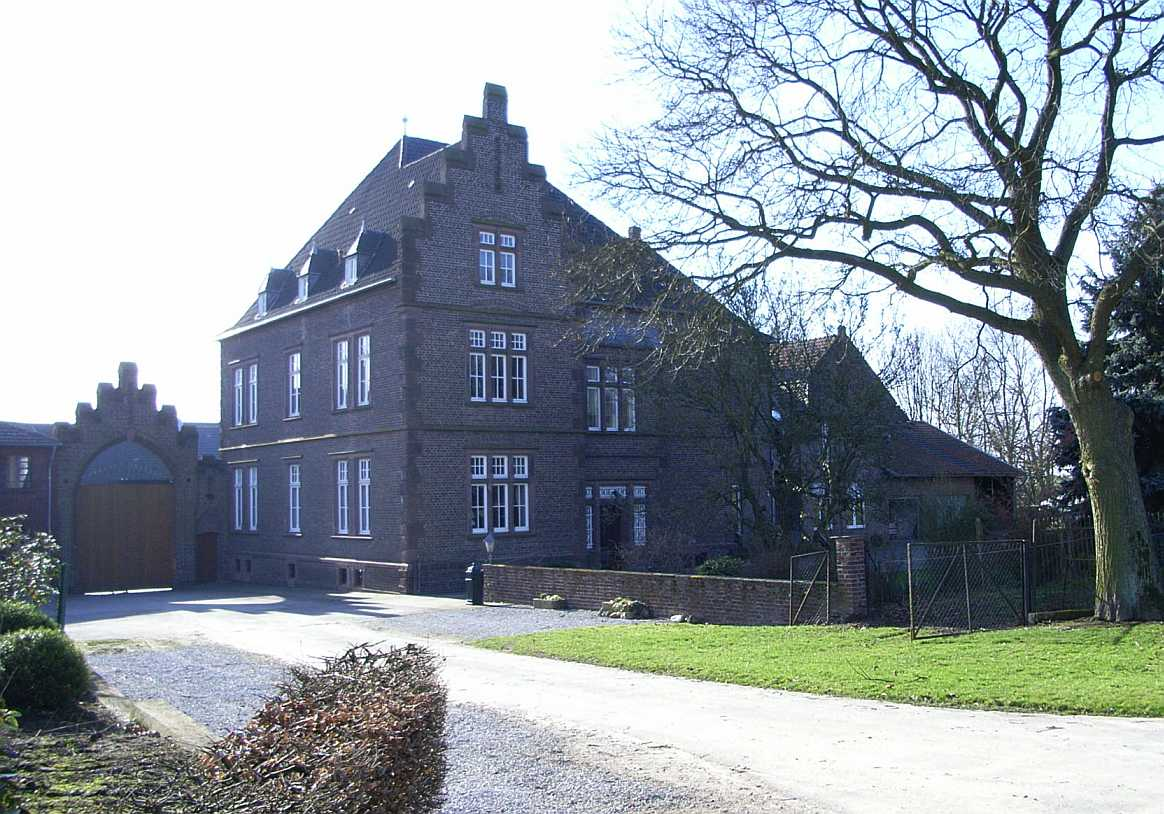
Der Machabäerhof

- Katholische Pfarrkirche St. Gereon

- Ehrenmal neben der Spieler Kirche für die Vermissten und Gefallenen beider Weltkriege. Um das zentrale Steinkreuz sind vier Stelen mit den verzeichneten Namen aufgestellt. Auf einer der Stelen sind die Namen der 15 Gefallenen aus dem Ersten Weltkrieg nochmals verzeichnet.
- Machabäerhof, denkmalgeschützter Gutshof am Ortsrand
- Kapelle im Süden am Ortsausgang mit einem Gedenkschrein mit der Inschrift: „Andenken an unsern lieben Sohn Franz Zillikens geb. am 12. Juni 1892 | Gott nahm ihn zu sich im Weltkriege am 7. Mai 1917 am Brimont bei Reims“ Sein Name ist auch auf den beiden Spieler Ehrenmalen verzeichnet.
- Ehrenmal für die Gefallenen des Ersten Weltkriegs: Dieses befindet sich im Eingangsbereich der Kirche St. Gereon. Unter einem Eisernen Kreuz zeigt es einen Stahlhelm mit zwei gekreuzten Schwertern und Eichenlaub. Die Inschrift lautet: „Es starben den Tod für’s Vaterland 1914–18 | Ehre ihrem Andenken!“

## Verkehr
Den Busverkehr stellt Rurtalbus mit der AVV-Linie 270 sicher. Bis zum 31. Dezember 2019 wurde diese Linie vom BVR Busverkehr Rheinland bedient. Zusätzlich verkehrt zu bestimmten Zeiten ein Anruf-Sammel-Taxi.
| Linie | Verlauf |
| ----- | --- |
| 270   | (Jülich Schulzentrum –) Walramplatz – (Neues Rathaus →) Jülich Bf/ZOB – Krankenhaus – Lich-Steinstraß – Solar Campus – Pattern – Mersch – Sevenich – Spiel – Hasselsweiler – Titz |
| AST   | AnrufSammelTaxi: Mo–Fr abends, Sa nachmittags/abends, So Jülich Bf/ZOB – Jülich Innenstadt – Lich-Steinstraß / Stetternich – Pattern / Welldorf – Mersch / Serrest / Güsten – Hompesch / Sevenich / Höllen – Müntz / Spiel / Rödingen / Bettenhoven – Ameln / Hasselsweiler / Ralshoven – Gevelsdorf / Kalrath – Titz – Mündt / Opherten – Jackerath |

## Sonstiges
- 2005 und 2008 belegte Spiel den 2. Platz im Wettbewerb Unser Dorf hat Zukunft auf Kreisebene.